# Edinburgh

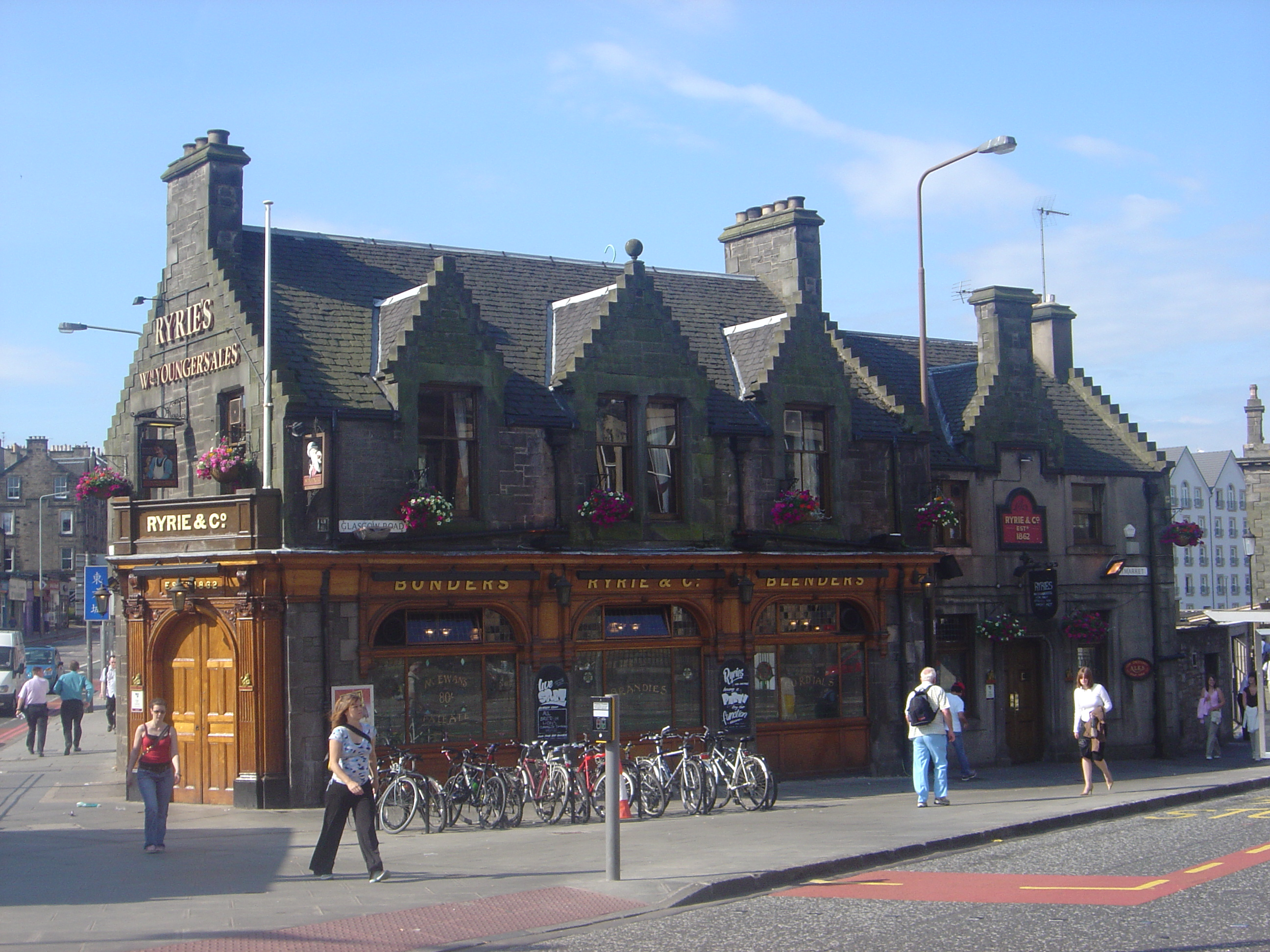
Pub bij Haymarket, Edinburgh

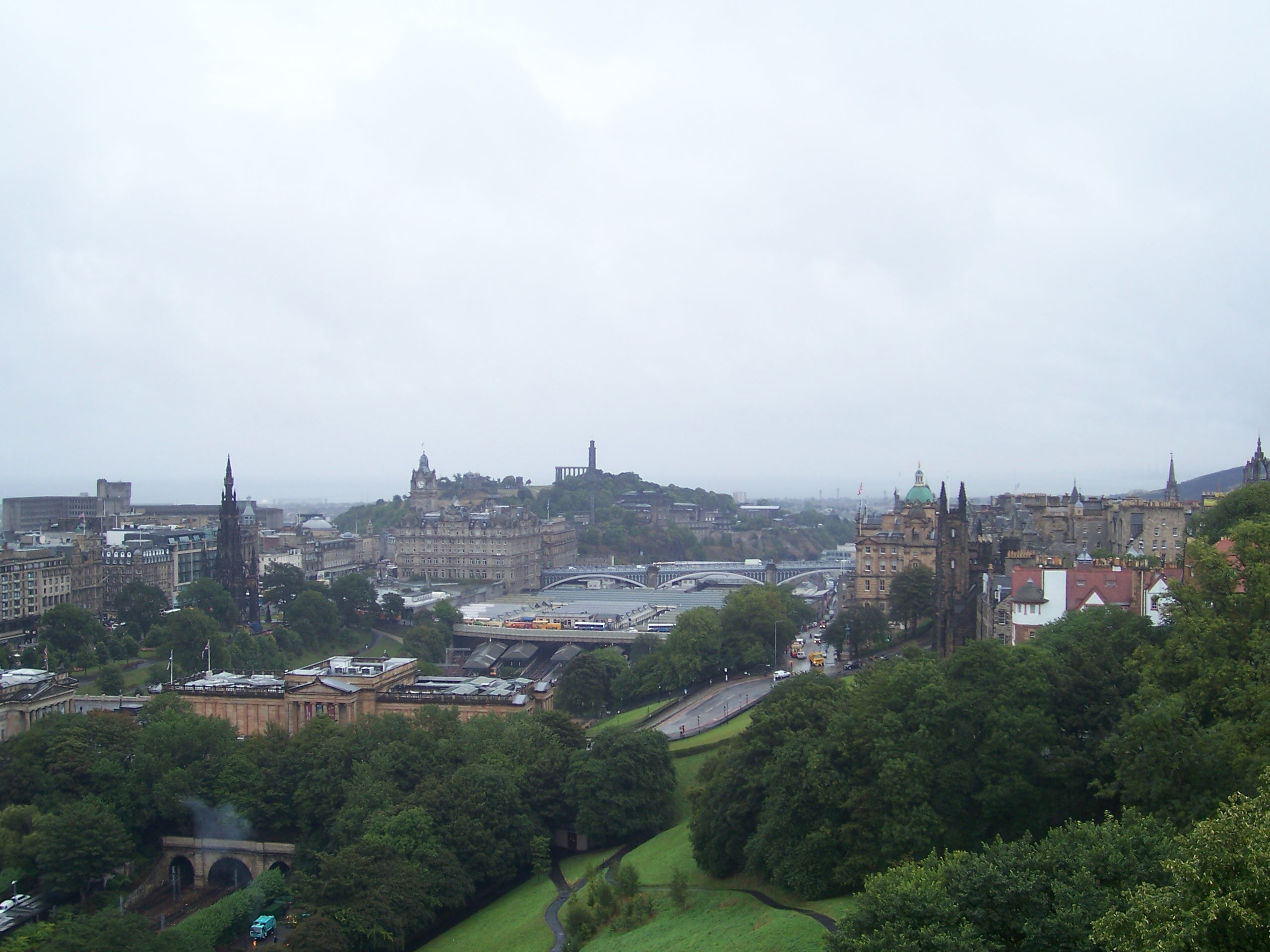
Zicht op Edinburgh vanaf het kasteel

Edinburgh, officieel City of Edinburgh, is een stad en een council area (raadsgebied) in Schotland en is sinds 1437 de hoofdstad van Schotland. Edinburgh (uitspraak: /ˈɛdɪnbərə/; Nederlands ook: Edinburg; Schots-Gaelisch: Dùn Èideann, Schots: Embra, Embro of Edinburrie, poëtisch: Edina of Dunedin) (ONS-code S12000036) wordt door inwoners soms liefkozend Auld Reekie ("Oude Rokerd") genoemd. 
Het raadsgebied, met de officiële titel van city, ligt nabij de oostkust aan de zuidzijde van de Firth of Forth en is de zetel van het Schots Parlement, dat in 1999 opnieuw is ingesteld. De stad is de op een na grootste stad van Schotland, na Glasgow.

## Geschiedenis
Edinburgh begon als een fort op de gemakkelijk verdedigbare Castle Rock. De eerste bewoners, oer-Schotten, leefden vanaf ongeveer 6000 v.Chr. aan de voet van deze rots. In de bronstijd rond 1000 v.Chr. zijn nederzettingen op deze rots opgericht. Nadat de Romeinen in de 1e eeuw n.Chr. naar Schotland oprukten, kwamen zij in contact met de Keltische stam der Votadini (later Goddodin), van wie de vesting (dun eidyn) op de burchtrots stond. In de 7e eeuw werd het fort veroverd door de Engelsen (Northumbriërs) inclusief heel Zuid-Schotland. De Engelsen noemden het fort Eiden's burgh. ("Burgh" is zowel Nederlands als oud-Engels voor: burg, burcht, fort, veste, vesting of versterking. Het Gaelische "Dùn" betekent hetzelfde).
In de 10e eeuw werd het fort heroverd door de Schotten. In 1070 bouwden de koning Malcolm III van Schotland Canmore en zijn katholieke Engelse echtgenote Margaret de eerste burcht op de rots. Tussen 1084 en 1153 stichtte hun gelovige zoon, David I van Schotland, Holyrood Abbey en de stad (burgh) Edinburgh rond de burcht.
In 1290 probeerde Engeland na de dood van Margaret (koningshuis MacMalcolm) Schotland te heroveren. Edinburgh werd platgebrand, maar toch benoemd tot hoofdstad van Schotland, nadat Robert the Bruce Edinburgh in 1329 tot koningsstad (Royal Burgh) bekroonde. In 1371 begon met Robert II de Stuart-dynastie, 'Stewart' op zijn Engels. Gedurende de periode van 1488 tot 1513 ontstond onder de regering van renaissancevorst Jacobus IV van Schotland de Grote Zaal van Edinburgh Castle en werd begonnen met de bouw van Palace of Holyroodhouse. Met Leith als haven werd Edinburgh al snel een belangrijk handelscentrum.
De calvinist John Knox en de Schotse edelen introduceerden tegen de wil van koningin Maria I van Schotland het protestantisme in Schotland. Toen in 1573 een burgeroorlog ontstond, stond Edinburgh aan de kant van Maria, totdat het in 1573 werd heroverd. In 1603 erfde de zoon van Maria, Jacobus VI van Schotland ook de Engelse troon en verhuisde de hofhouding naar Londen. De presbyteriaanse Schotse oppositie verzette zich in 1638 tegen de hegemoniale ambities van de Schotse Stuarts en ontwierp het National Convenant. Het document werd op het Greyfriars-kerkhof ondertekend door de burgers van Edinburgh. In het kader van de vereniging met Engeland (Act of Union) in 1707 werd het Parlement van Schotland opgeheven. Edinburgh en Glasgow hadden baat bij hun pro-Engelse houding en maakten een economische bloei door.
Tijdens het gouden tijdperk (Age of Improvement) in de 18e eeuw werd de Georgiaanse New Town gebouwd onder leiding van Henry Playfair. Hij ontwierp niet alleen de huizen maar ook het stratenplan. Door zijn werk kreeg de hoofdstad de naam Athene van het Noorden. Om dit kracht bij te zetten kwam het stadsbestuur begin 19e eeuw op het idee om het Parthenon na te bouwen op Calton Hill. Maar Edinburgh was inmiddels zo arm dat het alleen de façade kon laten bouwen. Dit bouwwerk kreeg dan ook de bijnaam "The Pride and Poverty of Edinburgh". Rond 1880 groeide het aantal inwoners van het victoriaanse Edinburgh boven de 300.000 uit. De sociale kloof tussen de rijke New Town en de vuile stegen van Old Town was enorm. Station Edinburgh Waverley en Forth Bridge stonden voor de technische vooruitgang, maar op economisch gebied werd Edinburgh door Glasgow met zijn zware industrie afgetroefd.
In 1934 werd de Scottish National Party (SNP) opgericht. In de volgende decennia werd hun roep om verregaande decentralisatie (devolution) en later ook een streven naar afscheiding steeds luider. In 1996 gaf Engeland de Stone of Destiny (Steen van het Lot) terug, waarop de Schotse koningen gekroond werden. Een jaar later spraken de Schotten zich in een referendum uit over meer autonomie. In 1999 opende koningin Elizabeth II het Schots Parlement, het eerste sinds 1707. In 2004 konden de Schotse volksvertegenwoordigers voor het eerst gebruik maken van het Scottish Parliament Building, het nieuwe parlementsgebouw tegenover het Palace of Holyroodhouse.
Een rampzalige vuurzee vernietigde in 2002 dertien historische gebouwen in Cowgate in de oude stadskern.

## Klimaat
Over het algemeen kent Edinburgh, net als de rest van Schotland, een gematigd zeeklimaat met relatief zachte winters en koele zomers, al valt er in Edinburgh slechts ongeveer de helft van de  hoeveelheid neerslag die er in Glasgow valt.
| Maand                  | jan  | feb  | mrt  | apr  | mei  | jun  | jul  | aug  | sep  | okt  | nov  | dec  | Jaar  |
| ---------------------- | ---- | ---- | ---- | ---- | ---- | ---- | ---- | ---- | ---- | ---- | ---- | ---- | ----- |
| Gemiddeld maximum (°C) | 6,4  | 6,8  | 8,8  | 10,9 | 14,2 | 17,0 | 19,0 | 18,7 | 16,0 | 12,6 | 9,0  | 7,0  | 12,2  |
| Gemiddeld minimum (°C) | 0,7  | 0,9  | 2,1  | 3,4  | 5,8  | 8,6  | 10,5 | 10,4 | 8,5  | 5,9  | 2,7  | 1,3  | 5,1   |
|                        |      |      |      |      |      |      |      |      |      |      |      |      |       |
| Neerslag (mm)          | 64,2 | 44,7 | 52,2 | 42,5 | 49,1 | 52,5 | 57,6 | 53,3 | 62,4 | 69,5 | 61,4 | 66,8 | 676,2 |
| Bron: Metoffice.gov.uk |      |      |      |      |      |      |      |      |      |      |      |      |       |

## Bestuurlijke indeling
Edinburgh heeft circa 519.000 inwoners, en is een van de lieutenancy areas en een van de 32 raadsgebieden (council areas).

## Cultuur

### Evenementen
Edinburgh is bekend van het internationale Edinburgh Festival, een combinatie van diverse muziek- , opera-, dans- en theateruitvoeringen, dat in de zomer vele toeristen trekt. Op dit internationaal kunstfestival treden de beroemdste kunstenaars en ensembles van de wereld op.
In augustus wordt ieder jaar de Royal Edinburgh Military Tattoo gehouden, een wereldvermaarde taptoe waar legeronderdelen uit de hele wereld aan deelnemen. Deze militaire muziekparade vindt in de avonduren plaats op het wandelplein (Esplanade) voor Edinburgh Castle met Pipe Bands die doedelzak spelen en trommelen. Er paraderen traditionele regimenten en motor- en luchtlandingsdivisies doen een reeks stunts. Op het einde wordt het Schotse lied Auld Lang Syne gezongen.
Rond Nieuwjaar is er vier dagen lang feest, wat het Hogmanay-festival wordt genoemd. Er vinden dan concerten plaats in Princes Street Gardens en in de kathedraal. Eveneens wordt er vuurwerk van op de zeven heuvels van de stad afgeschoten. Aansluitend gaat men volgens de traditie first footing: aankloppen bij vreemden of vrienden, want de eerste bezoeker van het nieuwe jaar zou geluk brengen.
Het Britse Open wordt om de paar jaar gehouden op de Muirfield-golfbaan bij Edinburgh. De Britten noemen het liever 'The Open', want deze wedstrijd is een van de vier Majors ieder jaar. Nick Faldo won hier twee van zijn drie Open-titels.
Eind augustus vindt er het Edinburgh International Film Festival plaats. Edinburgh is een UNESCO City of Literature.

## Bezienswaardigheden

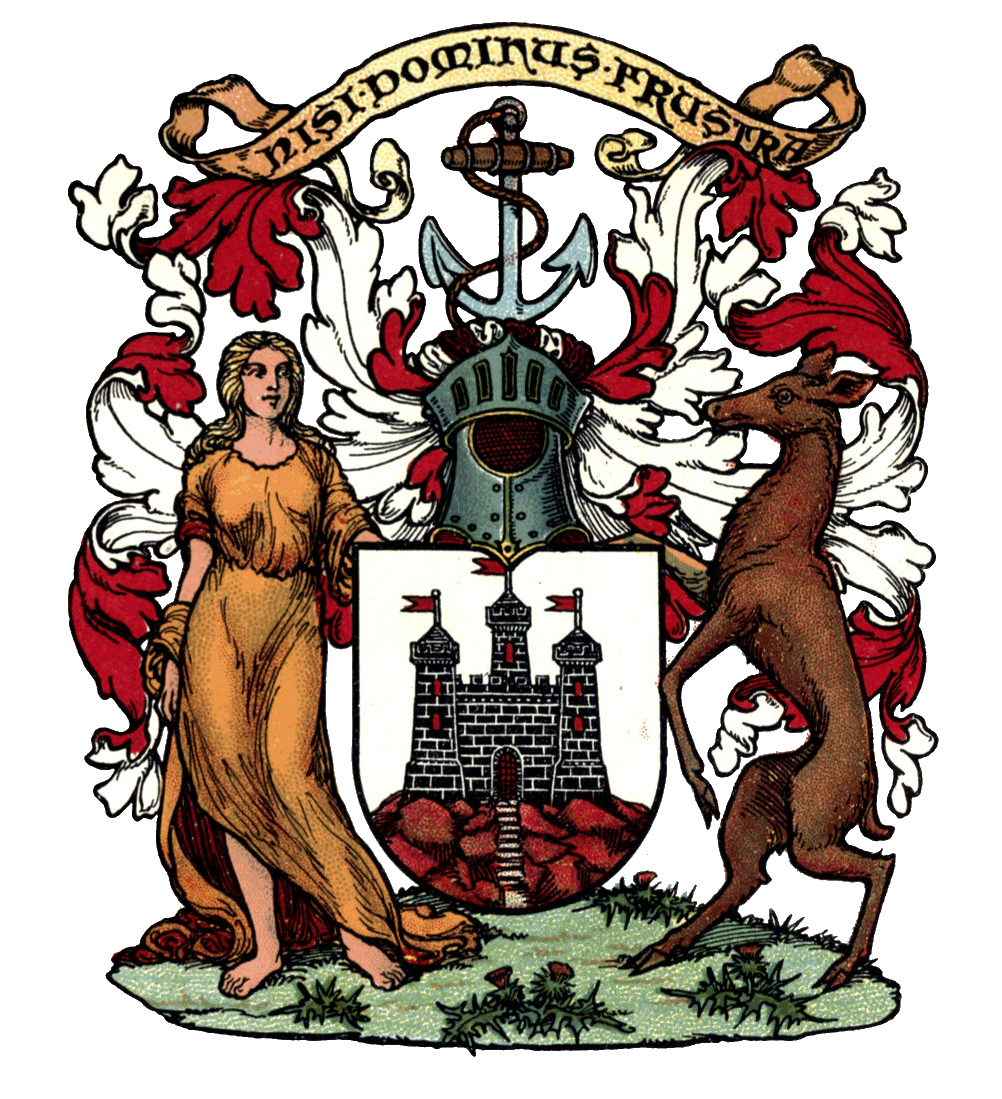
Wapen van Edinburgh. Het motto is Nisi Dominus Frustra (Zonder de Heer is het vergeefs).

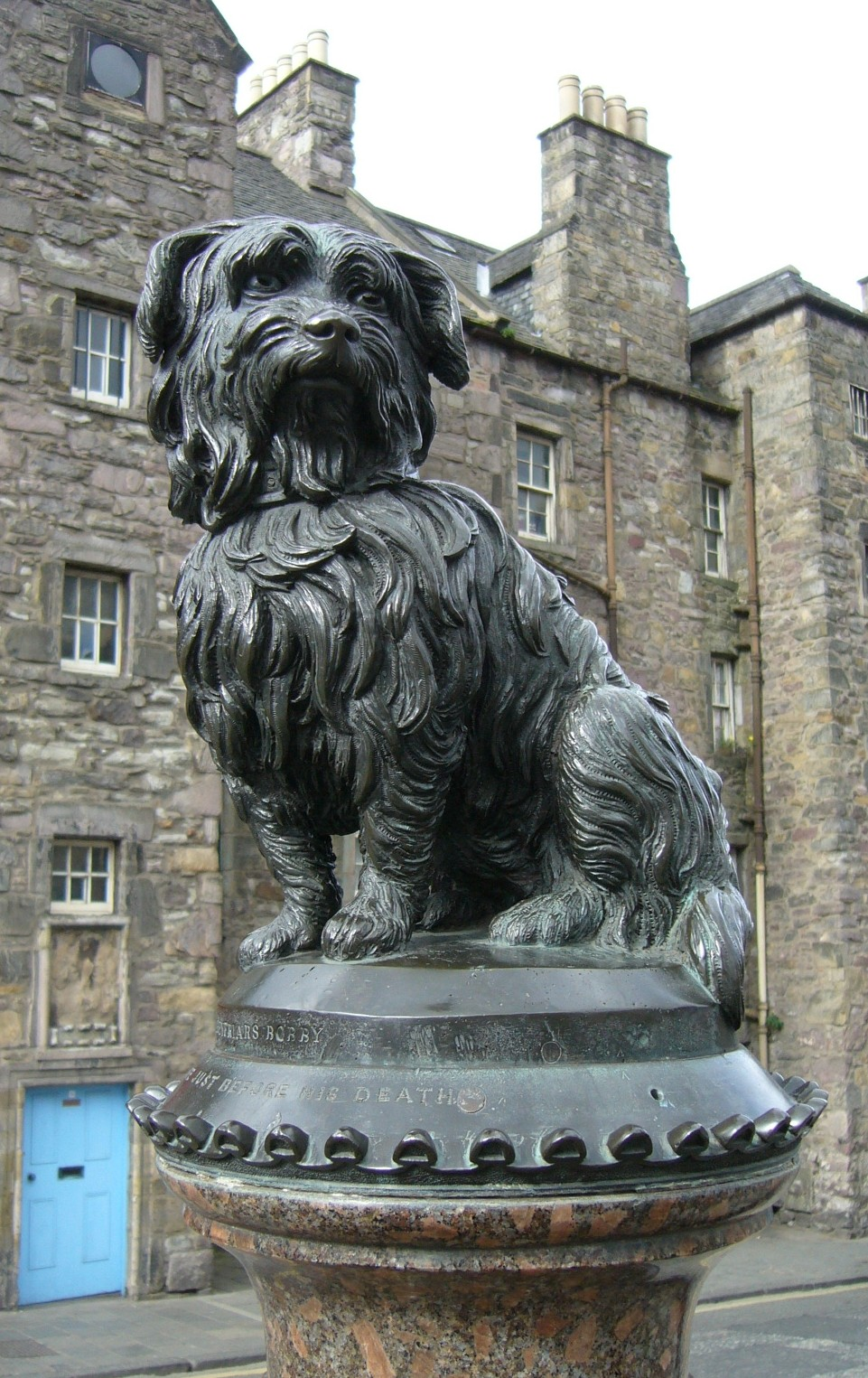
Standbeeld van Bobby

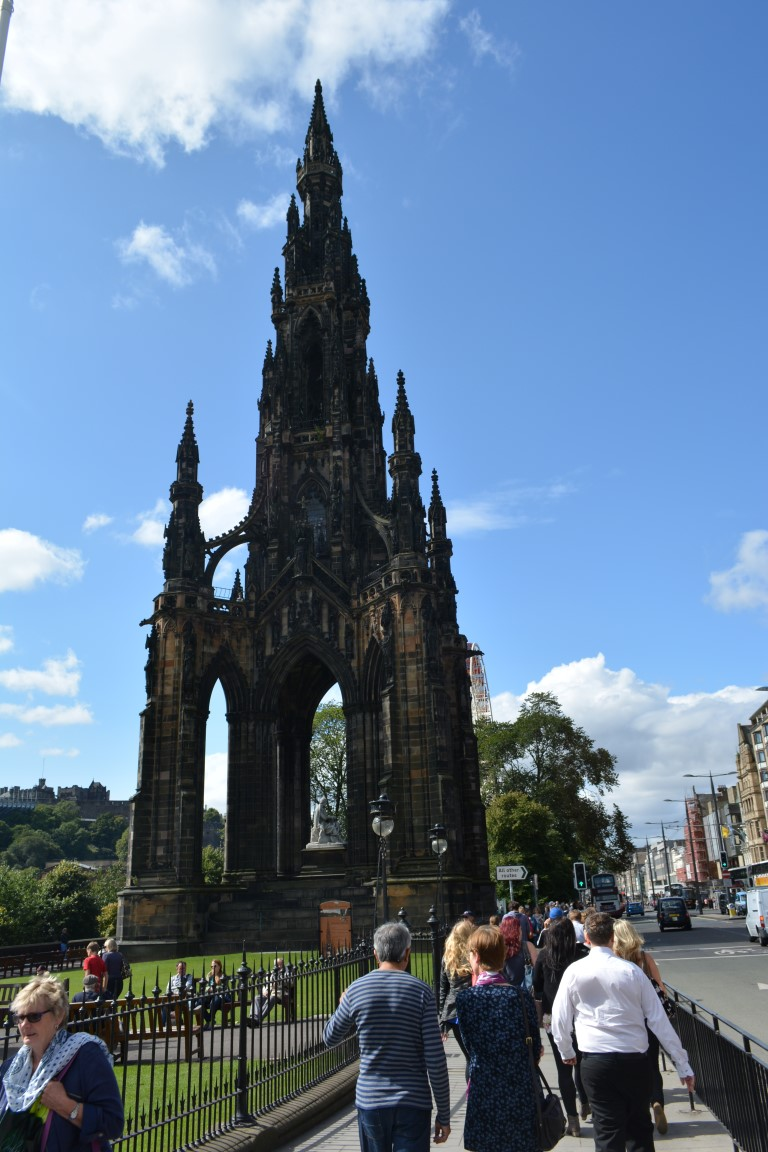
Scott Monument te Edinburgh ter ere van Sir Walter Scott.

Een van de bekendste bezienswaardigheden van de stad is Edinburgh Castle, dat is gebouwd op een vulkanische rots. Op Calton Hill staat een onafgebouwde kopie van het Atheense Parthenon als Nationaal Schots Monument ter ere van de Schotse deelname aan de Slag bij Waterloo (Edinburgh wordt daarom wel het Athene van het Noorden genoemd.)
Edinburgh heeft een dierentuin, Edinburgh Zoo en een botanische tuin, Royal Botanic Garden Edinburgh.
In Edinburgh heeft zich het ware verhaal afgespeeld van de skyeterriër Bobby, ook wel "Greyfriars Bobby" genoemd. Nadat zijn baasje John Gray, een politieman te Edinburgh, op 15 februari 1858 overleed, sliep Bobby 14 jaar lang bij het graf van zijn baasje op Greyfriars Kirkyard bij Greyfriars' Kirk. Elke dag klokslag één uur 's middags zag men Bobby naar het nabije koffiehuis gaan, waar hij zijn middagmaal kreeg van de eigenaar. Zijn hondenpenning (de licentie (een voorloper van hondenbelasting) werd betaald door de provoost van Edinburgh, Sir William Chambers, die een groot dierenliefhebber was. Bobby overleed uiteindelijk in 1872. Een gedenkteken ter ere van Bobby, geprezen om zijn trouw, staat in Greyfriars Place, vóór het voormalige koffiehuis, nu een pub. De Kirkyard ligt er direct achter.

### Musea
Enkele andere musea in Edinburgh zijn:
- National Gallery of Scotland
- Royal Scottish Academy
- National Museum of Scotland
- Royal Museum waar onder meer de resten van het schaap Dolly worden bewaard.
- National War Museum in Edinburgh Castle
- City Art Centre: Schotse beeldende kunst (onder meer McTaggart, Fergusson) en tijdelijke tentoonstellingen
- Dean Gallery
- John Knox House
- Museum of Childhood
- Museum of Edinburgh
- The People's Story
- Queen's Gallery
- Scottish National Gallery of Modern Art
- Scottish National Portrait Gallery
- Writer's Museum
- St Cecilia's Hall Museum of Instruments

### Old Town en New Town
De binnenstad van Edinburgh bestaat uit Old Town en New Town. De Old Town bestaat uit een kasteel en een hoofdstraat met stegen in een visgraatpatroon. Deze hoofdstraat wordt de Royal Mile genoemd. De Royal Mile loopt van het kasteel naar Palace of Holyroodhouse en is voornamelijk voorzien van toeristische winkeltjes.
Het kasteel is gebouwd op een rots (de zogenoemde Castle Rock). Genoemde stegen worden closes genoemd. De New Town is een schoolvoorbeeld van een zorgvuldig geplande stadsuitbreiding uit de 18e eeuw. Het strekt zich uit rondom de winkelstraten van Princes Street, George Street en Queen Street. De Georgiaanse bouwstijl domineert. Sinds 1995 staan de Old Town en New Town op de UNESCO Werelderfgoedlijst. Enkele kerken in Edinburgh zijn de Schots-episcopaalse Sint-Mariakathedraal, de rooms-katholieke Sint-Mariakathedraal, St Giles' Cathedral en de Greyfriars' Kirk.

### Holyrood en Arthur's Seat
In het zuidoostelijke stuk van de Old Town loopt een 261 ha grote park van het koningspaleis Holyrood omhoog naar de 251 m hoge vulkaankegel Arthur's Seat. Bovenaan is er een panoramisch uitzicht over de stad, de rivier Forth en de omgeving van de stad. Niet zo ver van de rand van het park ligt het hypermoderne, zich snel ontwikkelende deel van Holyrood rondom het Schots Parlement.

### Haven
Edinburgh had vroeger uitgestrekte dokken. Het havengebied, Leith, is geherstructureerd, en de haven wordt voornamelijk aangedaan door cruiseschepen die naar Noorwegen, Zweden, Denemarken, Duitsland en Nederland varen. In de haven ligt het 'Royal Yacht Britannia', een voormalig schip van de koninklijke familie, dat toegankelijk is voor toeristen. Vanuit Rosyth, een stadje net ten noorden van Edinburgh, was er tot september 2008 een veerverbinding met Zeebrugge. Deze verbinding is in het voorjaar van 2009 door Norfolkline hervat, maar is inmiddels niet meer beschikbaar.

### Uitgevers
De Encyclopædia Britannica werd aanvankelijk uitgegeven in Edinburgh, door Adam Black en Charles Black. Ook twee van de drie belangrijkste Britse cartografen kwamen uit Edinburgh.

### Rockstar North
In Edinburgh staat ook de studio Rockstar North van Rockstar Games waar o.a. de Grand Theft Auto-reeks wordt gemaakt.

## Transport
Edinburgh ligt aan het eindpunt van de A1 vanuit Newcastle upon Tyne en Londen. De M8 verbindt de stad met Glasgow en de M9 met Falkirk en de Schotse Hooglanden. Via de Forth Road Bridge (M90) kan men Perth en Fife bereiken.
Edinburgh heeft een rondweg, maar dit is geen autosnelweg en deze is in het noorden en oosten weinig van een andere stadsweg te onderscheiden. Aan de zuidzijde van de stad wordt de rondweg gevormd door de A720 (Edinburgh City Bypass), een expresweg die de belangrijkste doorgaande wegen van Schotland met elkaar verbindt. Aan de noord- en oostzijde wordt de rondweg gevormd door de A902, de A199 en de A1.
Het grootste treinstation is Station Edinburgh Waverley, gelegen tussen de Old Town en de New Town. Vanaf Waverley zijn vele bestemmingen in Schotland en Engeland per trein bereikbaar. Ook Station Haymarket is een belangrijk station, vooral omdat dit in het zakendistrict ligt. Andere stations zijn Station Brunstane, Station Curriehill, Station Dalmeny (voor Queensferry), Station Edinburgh Park, Station Kingsknowe, Station Newcraighall, Station Shawfair, Station Slateford, Station South Gyle en Station Wester Hailes. Edinburgh heeft een klein lokaal spoorwegnetwerk, uitgevoerd door Edinburgh Crossrail.
Sinds 31 mei 2014 is er weer een tram in Edinburgh, deze gaat van Edinburgh Airport naar Newhaven. Het laatste gedeelte van dit traject is in 2023 geopend. Het traject kent 21 haltes. 
Nabij Gogar ligt Edinburgh Airport. Vervoer vanaf de stad naar het vliegveld is mogelijk via een tramlijn of bus (Airlink 100, Skylink 200 & Skylink 400).

## Sport
Heart of Midlothian FC en Hibernian FC zijn de belangrijkste voetbalclubs van Edinburgh en de onderlinge wedstrijd wordt de Edinburgh derby genoemd. Heart of Midlothian FC werd vier keer kampioen van Schotland en speelt haar wedstrijden in Tynecastle Stadium. Hibernian FC werd eveneens vier keer Schots kampioen en heeft Easter Road als thuisbasis.
In de wijk Murrayfield ten oosten van het centrum ligt het Murrayfield stadion, met een totale capaciteit van 67.144 het grootste stadion van Schotland. Het stadion is eigendom van de Schotse Rugbybond en het Schotse rugbyteam speelt dan ook praktisch alle thuiswedstrijden in dit stadion. 

## Partnersteden
Edinburgh heeft de volgende zustersteden:
| - Aalborg (Denemarken) - Dunedin (Nieuw-Zeeland) - Florence (Italië) | - Kiev (Oekraïne) - München (Duitsland) - Nice (Frankrijk) | - San Diego (Verenigde Staten) - Vancouver (Canada) - Xi'an (China) |

Daarnaast is het een partnerstad van:
- Krakau (Polen)

En het heeft ook een vriendschapsband met:
- Prefectuur Kyoto (Japan)